# هوائي كاسيغرين

أنواع هوائيات القطع مكافئ.

هوائي كاسيچرين هو هوائي قطع مكافئ، يستخدم في مجال الاتصالات والرادار ، يُركّب فيه تغذية الهوائي على سطح طبق العاكس المكافئ الرئيسي، ويُوجّه نحو عاكس ثانوي محدب أصغر مُعلّق أمام العاكس الرئيسي. يُنير شعاع الموجات الراديوية من التغذية العاكس الثانوي أمام العاكس الرئيسي، الذي يعكسه بدوره إلى طبق العاكس الرئيسي، والذي يعكسه بدوره إلى أمام الهوائي مُشكّلاً الشعاع المطلوب. يُستخدم تصميم كاسيچرين على نطاق واسع في الهوائيات المقطعية المكافئة، وخاصةً في الهوائيات الكبيرة مثل تلك الموجودة في محطات الأقمار الصناعية الأرضية ، والتلسكوبات الراديوية ، وأقمار الاتصالات، بسبب كسبه الكبير.

## الهندسة
العاكس الأساسي هو قطع مكافئ ، بينما يكون شكل العاكس الثانوي المحدب هو قطع زائد. الشرط الهندسي لإشعاع شُعاع موجة مستوية موازية هو أن يقع تغذية الهوائي عند البؤرة البعيدة للقطع الزائد، بينما يتطابق بؤرة العاكس الأساسي مع البؤرة القريبة للقطع الزائد.  عادةً ما يقع العاكس الثانوي وتغذية الهوائي على المحور المركزي للطبق. ولكن، في تكوينات أنماط كاسيچرين (أنظر النمط الثاني في الصورة)، يكون شكل عاكس الطبق الأساسي غير متماثل، وبالتالي تقع بؤرته والعاكس الثانوي على جانب واحد من الطبق، بحيث لا يعيق العاكس الثانوي الشعاع بشكل جزئي.

## المزايا
هذا التصميم بديلٌ لتصميم الهوائي القطع المكافئ الأكثر شيوعًا، والمسمى «التغذية الأمامية» أو «البؤرة الأساسية»، حيث يُثبَّت تغذية الهوائي مُعلَّقًا أمام الطبق عند التركيز، مُوجَّهًا نحوه. يُعدّ تصميم كاسيچرين أكثر تعقيدًا، ولكن في بعض التطبيقات، يتميز بمزايا تُبرِّر تعقيده المتزايد:
- يمكن وضع تغذية الهوائيات والمُوجهات الموجية المرتبطة بها وإلكترونيات «الطرف الأمامي Front-end» على الطبق أو خلفه، بدلاً من تعليقها في الأمام حيث تحجب جزءًا من الشعاع الصادر. [2] [3] لذلك، يتم استخدام هذا التصميم للهوائيات ذات التغذية الضخمة أو المعقدة، [1] مثل هوائيات الاتصالات عبر الأقمار الصناعية الأرضية، والتلسكوبات الراديوية ، والهوائيات الموجودة على بعض أقمار الاتصالات.
- ميزة أخرى مهمة في هوائيات الأقمار الصناعية الأرضية والتلسكوبات الراديوية ، هي أنه نظرًا لأن هوائي التغذية موجه للأمام، بدلاً من الخلف نحو الطبق كما هو الحال في الهوائي الأمامي، فإن الفصوص الجانبية المُتسرِبة الناتجة عن أجزاء من الشعاع التي تفوت العاكس الثانوي يتم توجيهها لأعلى نحو السماء الباردة بدلاً من لأسفل نحو الأرض الدافئة. [3] في هوائيات الاستقبال، يقلل هذا من استقبال الضوضاء الأرضية ، مما يؤدي إلى انخفاض درجة حرارة ضوضاء الهوائي.
- سبب آخر لاستخدام تصميم كاسيچرين هو زيادة البعد البؤري للهوائي، وتقليل الفصوص الجانبية، من بين مزايا أخرى. [3] [4] تتميز العاكسات المكافئة المستخدمة في هوائيات الأطباق بانحناء كبير وطول بؤري قصير؛ حيث تقع نقطة البؤرة بالقرب من فم الطبق، لتقليل طول الدعامات اللازمة لحمل هيكل التغذية أو العاكس الثانوي. تتراوح نسبة البؤرة (الرقم f، نسبة البعد البؤري إلى قطر الطبق) للهوائيات المكافئة النموذجية بين 0.25 و0.8، مقارنةً بـ 3 و8 للمرايا المكافئة المستخدمة في الأنظمة البصرية مثل التلسكوبات. في هوائي التغذية الأمامية، يتطلب طبق مكافئ "أكثر تسطحًا" ذو طول بؤري طويل وهيكل دعم معقدًا وغير عملي لتثبيت التغذية بشكل ثابت بالنسبة للطبق. ومع ذلك، فإن عيب هذه النسبة البؤرية الصغيرة هو أن الهوائي حساس للانحرافات الصغيرة عن نقطة البؤرة: فالعرض الزاوي الذي يمكنه التركيز عليه بفعالية صغير. غالبًا ما تستخدم الهوائيات المكافئة الحديثة في التلسكوبات الراديوية وأقمار الاتصالات، مَصفوفات من أبواق التغذية متجمعة حول نقطة البؤرة، لإنشاء نمط شعاع مُحدد. يتطلب هذا خصائص تركيز جيدة خارج المحور لنسبة بؤرية كبيرة، ولأن العاكس الثانوي المحدب لهوائي كاسيچرين يزيد هذه النسبة بشكل كبير، فإن هذه الهوائيات تستخدم عادةً تصميم كاسيچرين.
- كما يعمل البعد البؤري الأطول على تحسين التمييز بين الاستقطاب المتبادل للتغذية خارج المحور، [3] وهو أمر مهم في هوائيات الأقمار الصناعية التي تستخدم وضعي الاستقطاب المتعامدين لنقل قنوات منفصلة من المعلومات.

من عيوب كاسيچرين أن عرض شعاع بوق التغذية يجب أن يكون أضيق ( مكسب أعلى) لتركيز إشعاعه على العاكس الثانوي الأصغر، بدلاً من العاكس الأساسي الأوسع كما هو الحال في الأطباق ذات التغذية الأمامية. يتراوح العرض الزاوي للعاكس الثانوي عند بوق التغذية عادةً بين 10 و15 درجة، مقارنةً بالعرض الزاوي للعاكس الرئيسي الذي يتراوح بين 120 و180 درجة في الأطباق ذات التغذية الأمامية. لذلك، يجب أن يكون بوق التغذية أطول عند طول موجي معين.

## هوائي موجه للشعاع

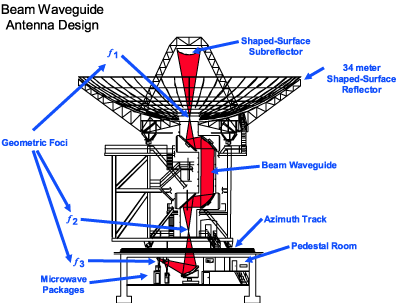
هوائي موجه للشعاع، وهو نوع من تصميمات كاسيچرين، يظهر مسار الإشارة المُعقد.

هوائي موجّه الموجة الشعاعية هو نوع من هوائيات كاسيچرين المُعقدة، يتميز بمسار موجة راديوية طويل يسمح بوضع إلكترونيات التغذية على مستوى الأرض. يُستخدم هذا الهوائي في التلسكوبات الراديوية الكبيرة جدًا القابلة للتوجيه وهوائيات الأقمار الصناعية الأرضية، حيث تكون إلكترونيات التغذية معقدة وضخمة للغاية، أو تتطلب الكثير من الصيانة والتعديلات، بحيث يصعب وضعها على الطبق؛ على سبيل المثال، تلك التي تستخدم مكبرات مُبردة بالتبريد العميق. ينعكس شعاع الموجات الراديوية الواردة من العاكس الثانوي بواسطة مرايا إضافية في مسار مُلتوٍ طويل عبر محاور حامل الارتفاع والسمت ، مما يسمح بتوجيه الهوائي دون انقطاع الشعاع، ثم ينزل عبر برج الهوائي إلى مبنى التغذية على مستوى الأرض.

## تاريخ
استُوحي تصميم هوائي كاسيچرين من تلسكوب كاسيچرين ، وهو نوع من التلسكوبات العاكسة طُوّر حوالي عام ١٦٧٢م، ونُسب إلى كاهن مقاطعة إنجلترا الفرنسية ، لوران كاسيچرين . اخترع كوكرين ووايتهيد أول هوائي كاسيچرين، وحصلا على براءة اختراعه في شركة إليوت بروس في بورهام وود، إنجلترا، عام ١٩٥٢م. طُعن لاحقًا في براءة الاختراع البريطانية رقم ٧٠٠٨٦٨، لكنها رُفضت. 
المركبة الفضائية فوييجر ١، التي أُطلقت عام ١٩٧٧م، اعتبارًا من سبتمبر ٢٠٢٤م، على بعد 24.6 مليار كيلومتر من الأرض،  هي أبعد جسم من صنع الإنسان في الفضاء، وهوائي كاسيچرين ذو النطاق S وX الذي يبلغ طوله 3.7 م (الصورة أدناه) لا يزال قادرًا على التواصل مع المحطات الأرضية.

## روابط خارجية
- مقال تصميم عاكس كاسچرين الفرعي

قالب:Antenna Types